# Abraxas nigralbata
Abraxas nigralbata là một loài bướm đêm trong họ Geometridae.